# Millington (Michigan)
Millington – wieś w Stanach Zjednoczonych, w stanie Michigan, w hrabstwie Tuscola.